# Nicu Ceaușescu
Nicu Ceaușescu (1. září 1951 Bukurešť – 26. září 1996 Vídeň) byl rumunský fyzik, komunistický politik a nejmladší potomek prezidenta Nicolaea Ceaușesca a jeho manželky Eleny Ceaușescuové. Byl blízkým spolupracovníkem politického režimu svého otce a považován za prezidentova domnělého dědice.

## Život během komunistické éry

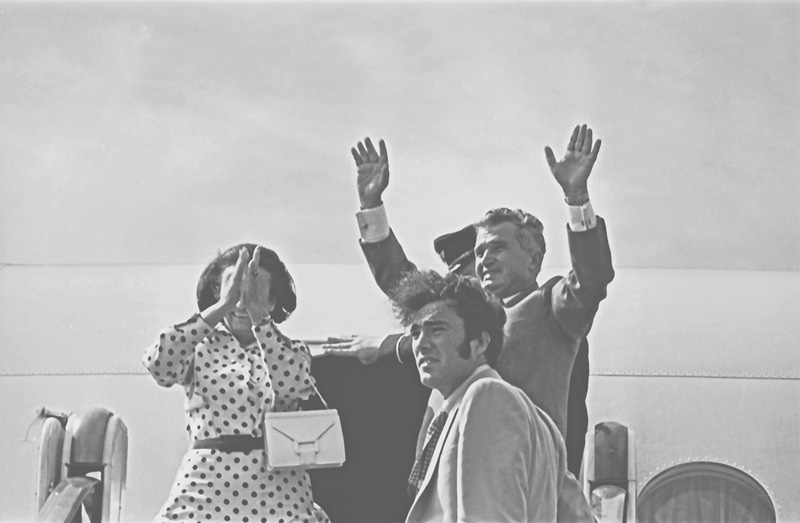
Nicu Ceaușescu se svými rodiči (1976)

Podle Iona Mihaie Pacepy si Ceaușescu přál, aby se Nicu stal ministrem zahraničí, a proto pověřil dva vysoce postavené členy strany, Ștefana Andreie a Kornela Pacosteho (které považoval za vynikající komunistické intelektuály), aby se postarali o Nicovo vzdělání. Pacepa dále tvrdil, že na rozdíl od svých starších sourozenců neměl Nicu rád školu a údajně se mu posmívali, že nikdy nepřečetl žádnou knihu.
Vystudoval Liceul č. 24 (nyní Gymnázium Jeana Monneta) a následně studoval fyziku na Bukurešťské univerzitě. Během studií se angažoval v unii komunistické mládeže, stal se jejím prvním tajemníkem a poté ministrem, v roce 1982 byl zvolen do ústředního výboru Komunistické strany Rumunska.

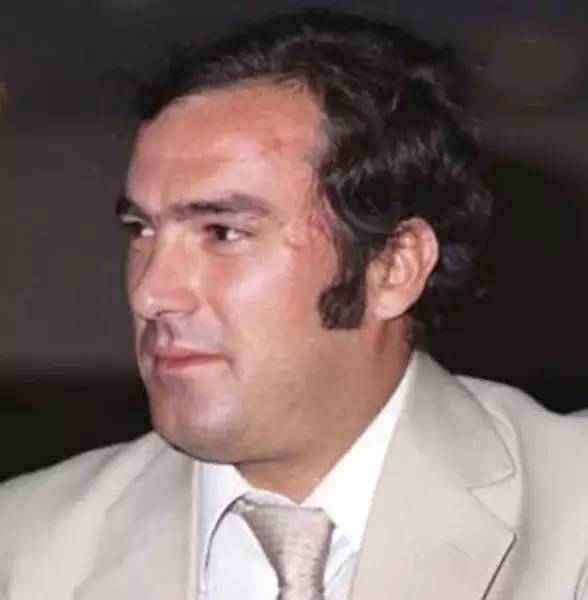
Nicu Ceaușescu (1981)

Ștefan Andrei, Ion Traian Ștefănescu a Cornell Pacoste jej vedli jako politického praktikanta. Koncem 80. let se stal členem výkonného výboru rumunské komunistické strany a v roce 1987 jejím lídrem za župu Sibiu, rodiči byl připravován jako nástupce.

## Postkomunistický život a odkaz
Od střední školy se těšil pověsti těžkého alkoholika. Podle tvrzení Iona Mihaie Pacepy, který v roce 1978 uprchl do Spojených států, Nicu pohoršoval Bukurešť svými prohřešky, jako je znásilňování a autonehody.[zdroj?] Otec se údajně o Nicových problémech s alkoholem doslechl, ale jeho řešení bylo stejné jako u všech problémů v Rumunsku: „pracovat více“. Dále údajně prohrál velké částky peněz v hazardních hrách po celém světě. Latif Yahia (bývalý dvojník Udaje Husajna, syna iráckého prezidenta Saddáma Husajna) tvrdil, že Nicu byl dobrým přítelem Udaje a oba se pravidelně navštěvovali ve Švýcarsku a Monaku.
V dokumentu Videograms of a Revolution je Nicu zachycen jako vězeň vystavený ve státní televizi – dne 22. prosince 1989 byl zatčen na základě obvinění z držení dětí jako rukojmích a dalších zločinů.[zdroj?] V roce 1990 byl znovu zatčen, a to za zneužívání státních prostředků za otcova režimu a odsouzen ke 20 letům vězení.[zdroj?] Z vězení byl propuštěn v listopadu 1992 kvůli cirhóze jater, na kterou o čtyři roky později zemřel ve věku 45 let ve vídeňské nemocnici.